# Aleksandr Stiepiń
Aleksandr Karłowicz Stiepiń (łot. Arturs Stepiņš; ur. 12?/24 maja 1886 w Aizkraukle, zm. 29 lutego 1920 r. w Kamieńsku Szachtyńskim) – radziecki wojskowy narodowości łotewskiej, uczestnik wojny domowej w Rosji.

## Życiorys
Pochodził z ubogiej łotewskiej rodziny chłopskiej. Początkowo był robotnikiem rolnym, następnie pracował na kolei. W czasie rewolucji 1905 r. brał udział w strajkach i chłopskim powstaniu zbrojnym na Łotwie. W 1907 r. został powołany do służby wojskowej w 3 Piernowskim pułku grenadierów, po czym został w wojsku i ukończył szkołę podchorążych w 1912 r. Podczas I wojny światowej dosłużył się stopnia porucznika i trzykrotnie został odznaczony krzyżem św. Jerzego. Po rewolucji lutowej został przez żołnierzy wybrany na nowego dowódcę pułku.
Wstąpił do Armii Czerwonej. We wrześniu 1918 r. dowodził grupą wojsk na odcinku Bałaszow-Kamyszyn (w ramach walk o Carycyn). W styczniu 1919 r. został dowódcą 14 dywizji strzeleckiej, w strukturze Frontu Południowego. Dowodził nią do lipca tego samego roku. Wszechzwiązkowy Centralny Komitet Wykonawczy nagrodził go honorowym sztandarem rewolucyjnym. W lipcu 1919 r. został dowódcą 9 Armii. Był m.in. jednym z dowódców czerwonych podczas operacji chopiorsko-dońskiej w listopadzie 1919 r.. 9 Armią dowodził również podczas operacji dońsko-manyckiej w styczniu 1920 r. Podległe mu siły wspólnie z 10 Armią (pod dowództwem Leonida Klujewa) zmusiły białą Armię Kaukaską do wycofania się 26 stycznia za Manycz. Został odznaczony Orderem Czerwonego Sztandaru. Sukces 9 i 10 Armii został jednak zaprzepaszczony z powodu porażek Armii Konnej Siemiona Budionnego. Biali przeprowadzili udany kontratak, ponownie odrzucając czerwonych za rzekę. 

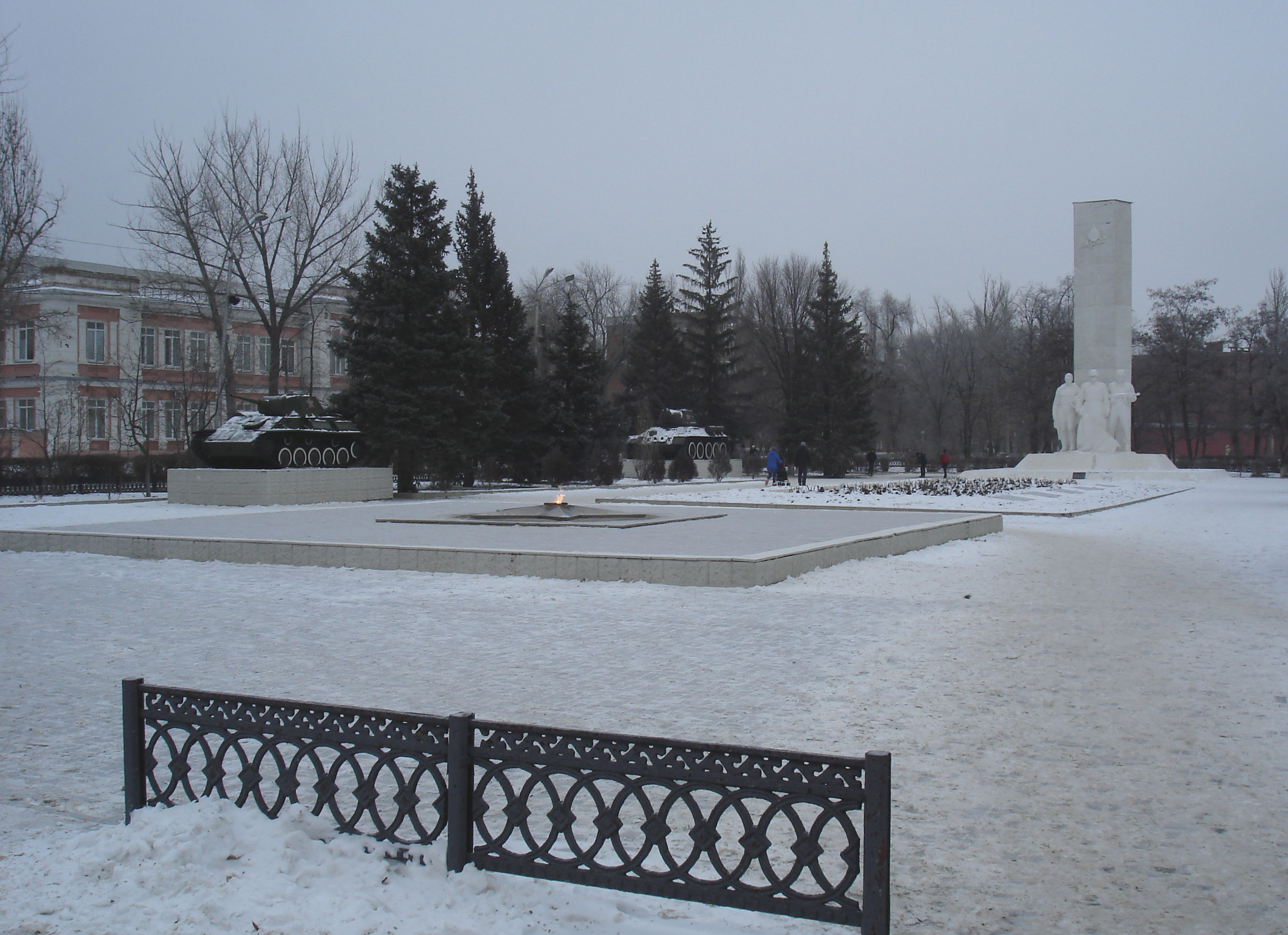
Kompleks pomnikowy w Kamieńsku Szachtyńskim, gdzie został pochowany Aleksandr Stiepiń

Stiepiń zmarł w lutym 1920 r. na tyfus, padając ofiarą epidemii, która na początku 1920 r. dotknęła jednostki Armii Czerwonej prowadzące działania ofensywne przeciwko cofającym się na południe Siłom Zbrojnym Południa Rosji. 
Został pochowany na Placu Pracy (Płoszczad' Truda) w Kamieńsku Szachtyńskim. Następnie w miejscu tym wzniesiono pomnik bohaterów rewolucji i Wielkiej Wojny Ojczyźnianej. W mieście znajduje się również ulica jego imienia.